# Ventur Schöttle

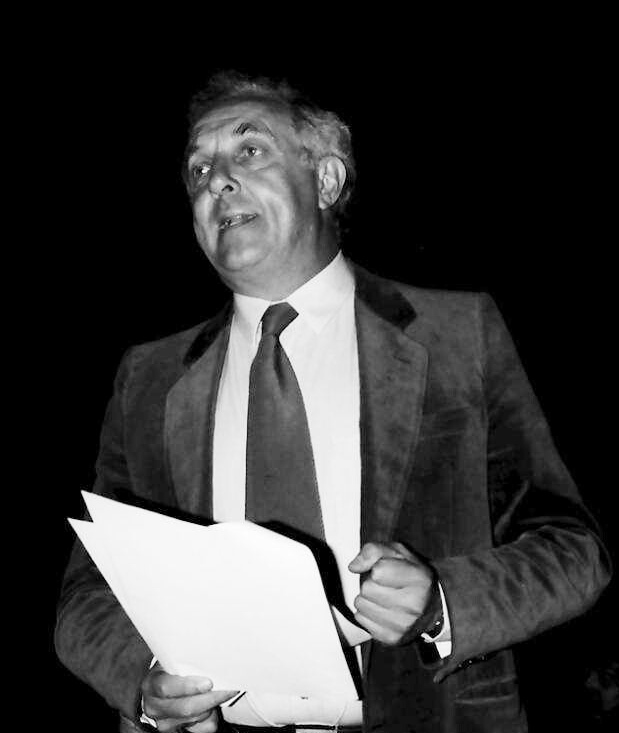
Ventur Schöttle (1983)

Ventur Schöttle, auch Bonaventura Schöttle (* 22. September 1929 in Granheim, heute Ehingen; † 3. April 2024 ebenda), war ein deutscher Politiker der CDU.

## Ausbildung und Beruf
Schöttle erlernte nach der Schule den Beruf des Landwirts. Er legte die Prüfung zum Landwirtschaftsmeister ab.

## Politische Tätigkeit
Seit Anfang der 1960er Jahre engagierte sich Schöttle auch politisch und gehörte ab 1964 zum Landesvorstand der CDU in Baden-Württemberg. Vier Jahre später wurde er erstmals in den Landtag von Baden-Württemberg gewählt, dem er bis 1996 angehörte.
Im Februar 1978 holte ihn Ministerpräsident Hans Filbinger in die Landesregierung, doch hatte er als politischer Staatssekretär im Ministerium für Ernährung, Landwirtschaft und Umwelt keinen Sitz und keine Stimme im Kabinett. Dieses Amt übte Schöttle im gleichen Jahr auch unter Ministerpräsident Lothar Späth sowie nach den Landtagswahlen 1980, 1984 und 1988 aus. Nach dem Rücktritt Späths als Ministerpräsident 1991 gab auch Schöttle sein Amt als Staatssekretär auf. Sein Nachfolger wurde Ludger Reddemann.

## Sonstige Ämter, Ehrungen und Auszeichnungen
Neben seinen politischen Ämtern war Schöttle von 1973 bis 2008 auch Vorsitzender des Landesverbands Baden-Württemberg der Schutzgemeinschaft Deutscher Wald und bis vor einigen Jahren Aufsichtsratsvorsitzender der Badischen Staatsbrauerei Rothaus.
1985 wurde er mit dem Großen Verdienstkreuz der Bundesrepublik Deutschland ausgezeichnet. Am 11. Mai 1996 verlieh ihm Ministerpräsident Erwin Teufel die Verdienstmedaille des Landes Baden-Württemberg.

## Familie und Privates
Ventur Schöttle lebte in Granheim, zuletzt zusammen mit der Familie seines ältesten Sohnes.